# Copa América de Talla Baja
La Copa América de Talla Baja es un torneo internacional de fútbol de talla baja entre selecciones nacionales de América del Sur para jugadores de talla baja, o comúnmente llamada Enanismo.
Los partidos se disputan en una cancha de fútbol sala con siete jugadores por equipo. Cada juego consta de dos tiempos de 20 minutos. Los jugadores deben tener una estatura menor a 1.40 metros y sólo se permite dos con un máximo de 1.49 m.
La primera edición del torneo celebrado en Buenos Aires 2018, inició coincidentemente un 25 de octubre en el «Día Mundial de las Personas de Talla Baja».

## Historial
| Año  | #  | Equipos | Sede      |               | Campeón | Final Resultados | Subcampeón |      | Tercero      | Resultados | Cuarto |
| 2018 | I  | 10      | Argentina | Paraguay (1)  | 3:0     | Argentina        | Brasil     | 10:1 | Norteamérica |            |        |
| 2022 | II | 11      | Perú      | Argentina (1) | 5:0     | Paraguay         | México     | 3:2  | Bolivia      |            |        |

## Palmarés
La lista a continuación muestra a los equipos que han estado entre los cuatro mejores de alguna edición del torneo.
- En cursiva, se indica el torneo en que el equipo fue local.

| Selección    | Campeón  | Subcampeón | Tercer lugar | Cuarto lugar |
| ------------ | -------- | ---------- | ------------ | ------------ |
| Paraguay     | 1 (2018) | 1 (2022)   | 0            | 0            |
| Argentina    | 1 (2022) | 1 (2018)   | 0            | 0            |
| Brasil       | 0        | 0          | 1 (2018)     | 0            |
| México       | 0        | 0          | 1 (2022)     | 0            |
| Norteamérica | 0        | 0          | 0            | 1 (2018)     |
| Bolivia      | 0        | 0          | 0            | 1 (2022)     |